# Château Grimaldi
Le château Grimaldi est un ancien château fort dont l'origine remonte au XIVe siècle, qui se dresse sur le territoire de la commune française de Cagnes-sur-Mer dans le département des Alpes-Maritimes, en région Provence-Alpes-Côte d'Azur.
L'édifice qui est classé au titre des monuments historiques, abrite depuis 1946 le Musée d’art moderne et d’ethnographie de la ville et un musée reprenant les portraits de la chanteuse de cabaret Suzy Solidor.

## Localisation
Le château se dresse au sommet du bourg dans le Haut-de-Cagnes, dans le département français des Alpes-Maritimes sur la Côte d'Azur. Sa tour domine l'horizon à 360° offrant un très beau panorama sur Cagnes-sur-Mer, la mer Méditerranée et les Alpes.

## Historique
Un château devait exister à Cagnes car il est cité dans une charte de 1033. Il appartenait alors au vicomte de Nice Laugier de Nice et à son épouse Odile de Provence.
En 1220, à la suite des luttes qui opposent la noblesse de la Provence orientale au comte de Provence, Romée de Villeneuve s'empare du château et prélève une part des terres pour fonder Villeneuve. En 1250, le comte de Provence acquiert la terre de Cagnes des Villeneuve. 
En 1309 le coseigneur de Monaco et amiral de la flotte de Philippe le Bel, Rainier Ier Grimaldi (1267-1314), devient seigneur de Cagnes-sur-Mer cédé par le roi de Naples  et comte de Provence Robert d'Anjou. Il fait bâtir un massif fortin de galets sur des ruines grecques et romaines[réf. nécessaire], uniquement destiné au guet et à la défense, et propriété des Grimaldi d'Antibes jusqu’à la Révolution française.
Vers 1620 Jean-Henri Grimaldi d’Antibes (marquis de Courbons et baron de Cagnes, en 1646, sous la protection du roi Louis XIII et de son ministre et cardinal Richelieu) transforme le château médiéval en une élégante demeure à l'italienne, alliant le charme et la richesse d’un palais dans laquelle il mène une vie fastueuse. Il fait ajouter un escalier extérieur et restructurer l'intérieur par l'ajout de loggias superposées sur la cour intérieure. La salle des audiences conserve au plafond baroque avec en trompe l’œil une des plus belles fresques de la Côte d'Azur, la chute de Phaéton, de Giulio Benso qui a aussi réalisé les fresques du palais Lascaris de Nice.

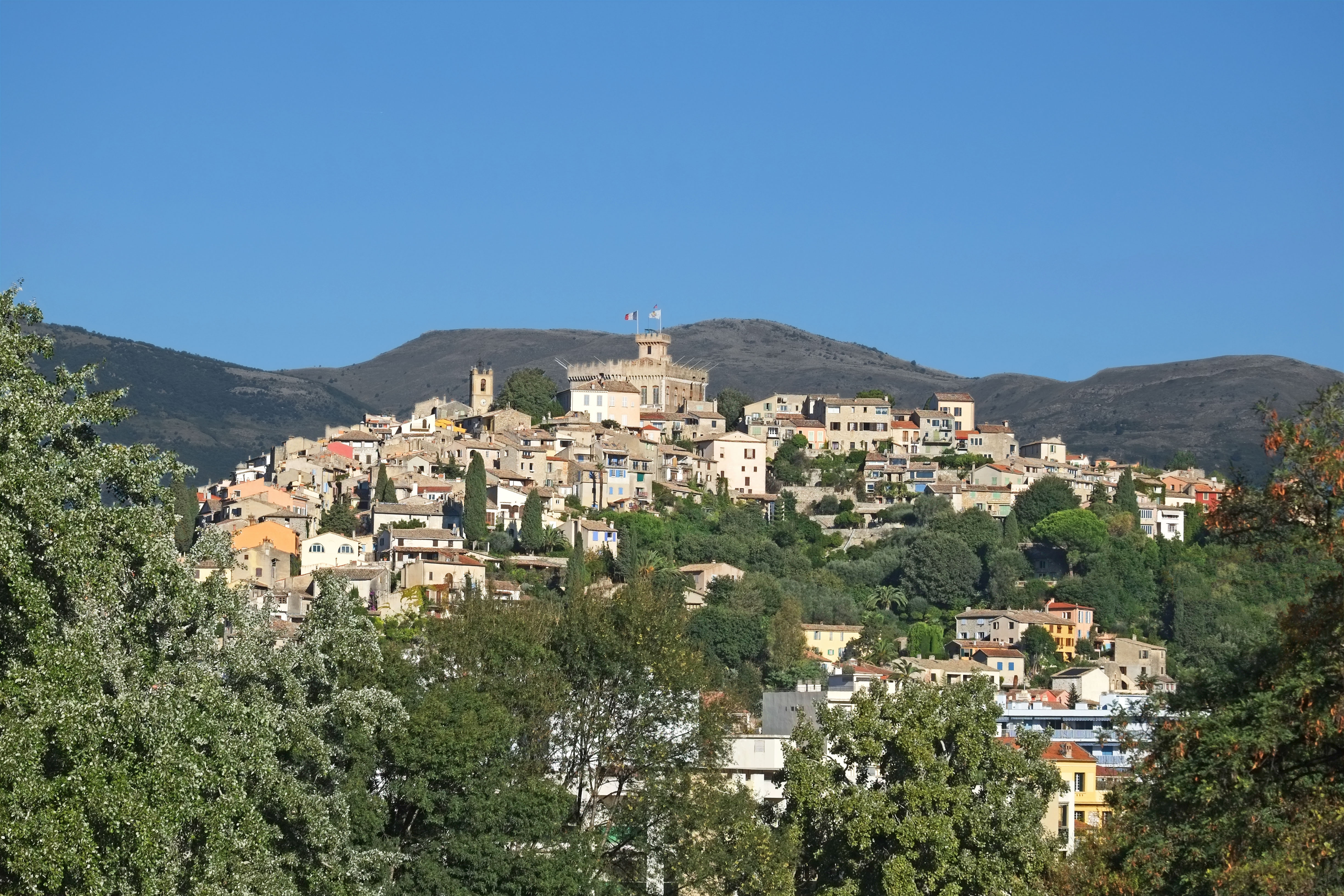
Vue du Haut de Cagnes.

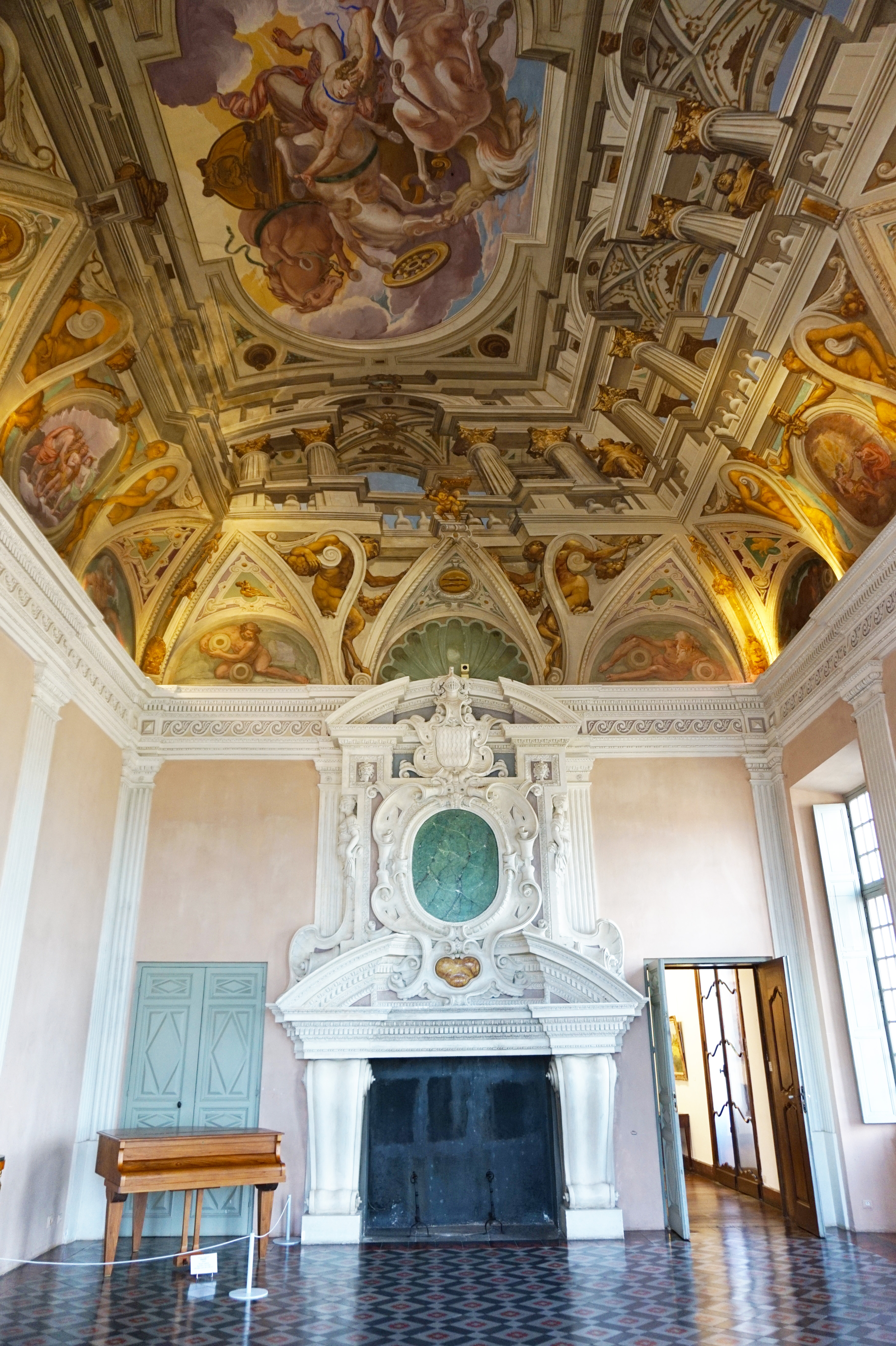
Le musée Grimaldi.

Entre 1707 et 1709, le marquis de Cagnes, Honoré III Grimaldi avait trouvé une solution pour avoir de l'argent, faire de la fausse monnaie. Cette situation étant courante dans la région, l'intendant Cardin Lebret (1675-14 octobre 1734) décida d'intervenir avec l'aide du comte d'Artagnan, Joseph de Montesquiou, qui commandait les troupes du roi en Provence entre 1708 et 1710. Le 5 avril 1710, le comte d'Artagnan fait une perquisition dans le château de Cagnes où il trouve du matériel de faux-monnayage dans la cave.
À la Révolution française, la famille Grimaldi est chassée de la ville et se réfugie d'abord à Nice et le château est laissé à l’abandon. Sauveur Gaspard Grimaldi (1734-1816), fils d'Honoré IV Grimaldi (1701-1743), dernier seigneur de Cagnes, s'est réfugié à Gênes.
En 1875, un particulier rachète le château et le restaure puis la municipalité l’acquiert en 1939 et le transforme en musée en 1946.
En 1944, ses souterrains servirent d'abri antiaérien.

## Description
Le donjon massif orné de créneaux et de mâchicoulis comporte deux étages de galeries à arcades avec un escalier monumental à double rampe. Les salles de réception et d’apparat témoignant d’une influence baroque lié au comté de Nice.
Au rez-de-chaussée, sept salles basses et voûtées donnent accès à un patio triangulaire à arcades et balustres de marbres dans lequel on trouve un poivrier bi-centenaire.

## Protection
Au titre des monuments historiques :
- le château, à l'exclusion des parcelles est classé par arrêté du 15 avril 1948 ;
- les parcelles G 875, 876 sont classées par décret du 5 mai 1948.

## Musée d’art moderne et d’ethnographie
Depuis 1946, le château héberge le Musée d’art moderne et d’ethnographie, un musée consacré à l'olivier et un musée reprenant les portraits de la chanteuse de cabaret Suzy Solidor.